# Список пищевых добавок E100 — E199

## E100 — E199
Пищевые добавки. Группа красителей.
| Обозначения | | | | | |
| Exxx        | Вещество не входит в список пищевых добавок, разрешённых к применению в пищевой промышленности в Российской Федерации (Приложение 1 к СанПиН 2.3.2.1293-03)                                                             | Вещество не входит в список пищевых добавок, разрешённых к применению в пищевой промышленности в Российской Федерации (Приложение 1 к СанПиН 2.3.2.1293-03)                                                             | Вещество не входит в список пищевых добавок, разрешённых к применению в пищевой промышленности в Российской Федерации (Приложение 1 к СанПиН 2.3.2.1293-03)                                                             | Вещество не входит в список пищевых добавок, разрешённых к применению в пищевой промышленности в Российской Федерации (Приложение 1 к СанПиН 2.3.2.1293-03)                                                             | Вещество не входит в список пищевых добавок, разрешённых к применению в пищевой промышленности в Российской Федерации (Приложение 1 к СанПиН 2.3.2.1293-03)                                                             |
| Exxx        | Вещество входило в список пищевых добавок, допустимых к применению в пищевой промышленности Российской Федерации в период с 2003 года по 1 августа 2008 года (СанПиН 2.3.2.2364-08)                                     | Вещество входило в список пищевых добавок, допустимых к применению в пищевой промышленности Российской Федерации в период с 2003 года по 1 августа 2008 года (СанПиН 2.3.2.2364-08)                                     | Вещество входило в список пищевых добавок, допустимых к применению в пищевой промышленности Российской Федерации в период с 2003 года по 1 августа 2008 года (СанПиН 2.3.2.2364-08)                                     | Вещество входило в список пищевых добавок, допустимых к применению в пищевой промышленности Российской Федерации в период с 2003 года по 1 августа 2008 года (СанПиН 2.3.2.2364-08)                                     | Вещество входило в список пищевых добавок, допустимых к применению в пищевой промышленности Российской Федерации в период с 2003 года по 1 августа 2008 года (СанПиН 2.3.2.2364-08)                                     |
| Exxx        | Вещество входит в список пищевых добавок, допустимых к применению в пищевой промышленности Российской Федерации в качестве вспомогательного средства для производства пищевой продукции (п.2.25.2 СанПиН 2.3.2.1293-03) | Вещество входит в список пищевых добавок, допустимых к применению в пищевой промышленности Российской Федерации в качестве вспомогательного средства для производства пищевой продукции (п.2.25.2 СанПиН 2.3.2.1293-03) | Вещество входит в список пищевых добавок, допустимых к применению в пищевой промышленности Российской Федерации в качестве вспомогательного средства для производства пищевой продукции (п.2.25.2 СанПиН 2.3.2.1293-03) | Вещество входит в список пищевых добавок, допустимых к применению в пищевой промышленности Российской Федерации в качестве вспомогательного средства для производства пищевой продукции (п.2.25.2 СанПиН 2.3.2.1293-03) | Вещество входит в список пищевых добавок, допустимых к применению в пищевой промышленности Российской Федерации в качестве вспомогательного средства для производства пищевой продукции (п.2.25.2 СанПиН 2.3.2.1293-03) |
| Exxx        | Вещество входит в список пищевых добавок, запрещённых к применению в пищевой промышленности других стран, но допустимых в Российской Федерации                                                                          | Вещество входит в список пищевых добавок, запрещённых к применению в пищевой промышленности других стран, но допустимых в Российской Федерации                                                                          | Вещество входит в список пищевых добавок, запрещённых к применению в пищевой промышленности других стран, но допустимых в Российской Федерации                                                                          | Вещество входит в список пищевых добавок, запрещённых к применению в пищевой промышленности других стран, но допустимых в Российской Федерации                                                                          | Вещество входит в список пищевых добавок, запрещённых к применению в пищевой промышленности других стран, но допустимых в Российской Федерации                                                                          |

| Индекс | Название | Английское название ссылка на англ. Википедию                                                                              | Цвет                                        | Примечание |
| ------ | --- | --- | ------------------------------------------- | --- |
| E100   | Куркумины: (i) Куркумин (ii) Турмерик                                                                                     | Curcumins: (i) Curcumin (ii) Turmeric                                                                                      | Жёлто-оранжевый                             | Натуральный краситель, получаемый из растения куркумы (Cúrcuma) |
| E101   | Рибофлавин (витамин B2)                                                                                                   | Riboflavin | Жёлтый                                      | Может быть получен химическим синтезом из 3,4-диметиланилина и рибозы, а также микробиологическим методом из гриба Eremothecium ashbyi или при помощи генетически-модифицированных бактерий Bacillus subtilis. |
| E101a  | Рибофлавин-5′-фосфат (флавинмононуклеотид)                                                                                | Riboflavin-5′-phosphate (flavin mononucleotide)                                                                            | Жёлтый                                      | Может быть получен химическим синтезом из 3,4-диметиланилина и рибозы, а также микробиологическим методом из гриба Eremothecium ashbyi или при помощи генетически-модифицированных бактерий Bacillus subtilis. |
| E102   | Тартразин | Tartrazine | Жёлтый                                      | Краситель синтетического происхождения. В природе в чистом виде не встречается. Добывается из отходов производства — каменноугольного дегтя. |
| E103   | Алканет, алканин | Alkanet (chrysoine resorcinol)                                                                                             | Красный                                     | Получают путём экстракции из корней растения Алканна красильная (Alkanna tinctoria) |
| E104   | Жёлтый хинолиновый | Quinoline Yellow | Жёлто-зелёный                               | Представляет собой органическое соединение гетероциклического ряда, используемое для растворения серы и фосфора. |
| E105   | Жёлтый прочный AB (жёлтый кислотный G)                                                                                    | Fast Yellow AB (Acid Yellow)                                                                                               | Жёлтый                                      | Синтетический краситель. Относится к группе азокрасителей — красителей на основе соединений азота. |
| E106   | Натриевая соль рибофлавин-5′-фосфата                                                                                      | Flavin mononucleotide sodium salt                                                                                          | Жёлтый                                      | |
| E107   | Жёлтый 2G | Yellow 2G | Жёлтый                                      | |
| E110   | Жёлтый «солнечный закат», (апельсиновый жёлтый S)                                                                         | Sunset Yellow FCF (Orange Yellow S)                                                                                        | Жёлто-оранжевый                             | Синтетический краситель. |
| E111   | Оранжевый GGN, оранжевый альфа-нафтол                                                                                     | Orange GGN (alpha-naphthol orange)                                                                                         | Оранжевый                                   | |
| E120   | Кармины | Carmine | Красный                                     | Животного происхождения. Кармин получают из кошенили — самок насекомых кактусовой ложнощитовки (Dactylopius coccus). |
| E121   | Цитрусовый красный 2 | Citrus Red 2 | Красный                                     | Канцероген. C 1956 в США разрешён FDA только для окрашивания кожуры некоторых сортов апельсинов из Флориды, в остальных пищевых целях запрещён. |
| E122   | Кармазин (кармуазин, азорубин)                                                                                            | Azorubine (carmoisine) | Красный                                     | Синтетические красители относятся к производным каменноугольной смолы. |
| E123   | Амарант | Amaranth | Красный                                     | В США запрещён с 1976 из-за возможной канцерогенности. Синтетического происхождения получаемый из каменноугольной смолы |
| E124   | Понсо 4R (пунцовый 4R) | Ponceau 4R | Красный                                     | Краситель синтетического происхождения. Представляет собой натриевую соль. |
| E125   | Понсо SX, пунцовый SX | Scarlet GN (Ponceau SX) | Красный                                     | Краситель синтетического происхождения. |
| E126   | Понсо 6R (пунцовый 6R) | Ponceau 6R | Красный                                     | Краситель синтетического происхождения. |
| E127   | Эритрозин | Erythrosine | Красный                                     | |
| E128   | Красный 2G | Red 2G | Красный                                     | |
| E129   | Красный очаровательный АС                                                                                                 | Allura Red AC |                                             | Синтетический краситель первоначально получаемый из каменноугольной смолы. В настоящее время производится преимущественно из продуктов нефтепереработки. |
| E130   | Синий индантрен RS (синий солантрен FF, синий антраген, кубовый синий 4, манаскорубин, синий антрахинон)                  | Indanthrene blue RS | Синий                                       | |
| E131   | Синий патентованный V | Patent Blue V | Синий                                       | Азокраситель синтетического происхождения, получается путём синтезирования из каменноугольной смолы. |
| E132   | Индигокармин (индиготин)                                                                                                  | Indigo carmine (indigotine, FD&C Blue No. 2)                                                                               | Синий                                       | Синтетический краситель, получают путём сульфирования индиго. Добывался из некоторых растений рода Indigofera. Сейчас основная часть индиго и его производных получается путём химического синтеза. |
| E133   | Бриллиантовый голубой FCF (синий блестящий FCF)                                                                           | Brilliant Blue FCF | Синий                                       | Краситель получаемый из каменноугольной смолы методом органического синтеза. |
| E140   | Хлорофилл | Chlorophyll | Зелёный                                     | |
| E141   | Хлорофилла медные комплексы: (i) Хлорофилла комплекс медный (ii) Медного комплекса хлорофиллина натриевая и калиевая соли | Chlorophyll copper complexes: (i) Chlorophyll copper complex (ii) Chlorophyllin copper complex, sodium and potassium salts | Зелёный                                     | Получают из различных съедобных растений (крапива, люцерна, брокколи) при помощи специальных растворителей, — например, этанола, с добавлением солей меди. |
| E142   | Зелёный S | Green S | Зелёный                                     | Синтетическое вещество, которое является натриевой солью, получаемой из каменноугольной смолы. |
| E143   | Зелёный стойкий FCF | Fast Green FCF | Зелёный                                     | |
| E150a  | Сахарный колер I (простой)                                                                                                | Plain caramel | Коричневый                                  | Простая карамель, получаемая путём термической обработки углеводов без применения сторонних веществ. |
| E150b  | Сахарный колер II (полученный по «щелочно-сульфитной» технологии)                                                         | Caustic sulfite caramel | Коричневый                                  | В качестве основного компонента при производстве красителя E150 используется фруктоза, декстроза (глюкоза), инвертный сахар, сахароза, солодовый сироп, патока, крахмал. Используются щелочи аммония, натрия, калия и кальция. Также могут использоваться гидроксиды и соли аммония, натрия и калия (карбонаты, бикарбонаты, фосфаты, сульфаты, бисульфиты).                                                               |
| E150c  | Сахарный колер III (полученный по «аммиачной» технологии)                                                                 | Ammonia caramel | Коричневый                                  | В качестве основного компонента при производстве красителя E150 используется фруктоза, декстроза (глюкоза), инвертный сахар, сахароза, солодовый сироп, патока, крахмал. В роли кислот, которые могут быть использованы при производстве карамельного красителя, применяются серная, сернистая, фосфорная, уксусная и лимонная кислоты.                                                                                    |
| E150d  | Сахарный колер IV (полученный по «аммиачно-сульфитной» технологии)                                                        | Sulphite ammonia caramel                                                                                                   | Коричневый                                  | Производится путём термической обработки углеводов по аммиачно-сульфитной технологии. В качестве основного компонента используются различные виды фруктозы, глюкозы, сахарозы. Вспомогательными элементами являются сульфитные и аммонийные соединения. |
| E151   | Бриллиантовый чёрный BN (чёрный блестящий BN, чёрный PN)                                                                  | Brilliant Black BN (Black PN)                                                                                              | Чёрный                                      | |
| E152   | Черный 7984 (именующаяся в законодательстве «Уголь»)                                                                      | Black 7984 | Чёрный                                      | Синтетический краситель. В отличие от древесного угля (добавка E153) краситель E152 получается путём синтезирования. Представляет собой тетранатриевую соль. |
| E153   | Древесный уголь | Carbon black (vegetable carbon)                                                                                            | Чёрный                                      | Получают путем пиролиза древесины без доступа воздуха. Запрещен в США. |
| E154   | Коричневый FK | Brown FK (Kipper Brown) | Коричневый                                  | |
| E155   | Шоколадный коричневый HT                                                                                                  | Brown HT (Chocolate Brown HT)                                                                                              | Коричневый                                  | |
| E160a  | Альфа-, бета-, гамма-каротины                                                                                             | alpha-Carotene, beta-Carotene, gamma-Carotene                                                                              | Жёлто-оранжевый                             | Несмотря на то, что каротин может быть получен с помощью химического синтеза, его производят преимущественно из природного сырья. В качестве источников каротина используют растения (например, тыква, морковь), бактерии (некоторые штаммы стафилококков), водоросли и грибы с высоким содержанием целевого вещества. |
| E160b  | Экстракт аннато (Bíxa orellána), биксин                                                                                   | Annatto, bixin, norbixin                                                                                                   | Жёлтый                                      | Получают из семян дерева аннато (Bíxa orellána), которое растет в тропических и субтропических лесах. В качестве исходного материала используют красноватый околоплодник, окружающий семена растения. Производят путём измельчения семян или их кипячения в масле или воде. |
| E160c  | Маслосмолы паприки (экстракт паприки), капсантин, капсорубин                                                              | Paprika oleoresin (paprica extract), capsanthin, capsorubin                                                                | Оранжевый                                   | (маслосмолы паприки) получают из натуральной паприки — красного стручкового перца (чили), который относится к растениям рода Capsicum. Основной метод получения добавки — воздействие растворителей на растения. В конечном продукте растворители удаляются. |
| E160d  | Ликопин | Lycopene | Красный                                     | Получают ликопин либо путём экстракции из растений (томатов), либо путём биотехнологического синтеза из биомассы гриба Blakeslea trispora. Экстракция — более распространенный и дорогой путь; биотехнологический путь более дешёвый. Помимо Blakeslea trispora, ликопин возможно получать из рекомбинантной кишечной палочки.                                                                                             |
| E160e  | Бета-апо-8'-каротиновый альдегид                                                                                          | Beta-apo-8'-carotenal (apocarotenal)                                                                                       | Жёлто-оранжевый                             | |
| E160f  | Метиловый или этиловый эфиры бета-апо-8'-каротиновой кислоты                                                              | Ethyl ester of beta-apo-8'-carotenic acid (Food orange 7)                                                                  | Жёлто-оранжевый                             | |
| E161a  | Флавоксантин | Flavoxanthin | Жёлтый                                      | |
| E161b  | Лютеин | Lutein | Жёлтый                                      | |
| E161c  | Криптоксантин | Cryptoxanthin | Жёлтый                                      | |
| E161d  | Рубиксантин | Rubixanthin (natural yellow 27)                                                                                            | Жёлтый                                      | |
| E161e  | Виолоксантин (виолаксантин)                                                                                               | Violaxanthin | Жёлтый                                      | |
| E161f  | Родоксантин | Rhodoxanthin | Жёлтый                                      | |
| E161g  | Кантаксантин | Canthaxanthin | Оранжевый                                   | |
| E161h  | Зеаксантин | Zeaxanthin | Оранжевый                                   | |
| E161i  | Цитранаксантин | Citranaxanthin | Жёлтый                                      | |
| E161j  | Астаксантин (астазантин)                                                                                                  | Astaxanthin | Жёлтый                                      | Животного происхождения. Кроме рыб семейства лососевых, в качестве источника астаксантина используется микроскопическая водоросль Haematococcus pluvialis . Другим источником являются дрожжи Xanthophyllomyces dendrorhous (прежнее название — Phaffia rhodozyma), растущие на коре деревьев. Ещё одним источником может являться крилевое масло (криль — собирательное название мелких морских планктонных ракообразных) |
| E162   | Свекольный красный (бетанин)                                                                                              | Betanin (Beetroot Red) | Красный                                     | Алкалоидоподобное соединение, получаемое из пищевой свеклы, чаще из экстракта её сока. |
| E163   | Антоцианы: (i) Антоцианы (ii) Экстракт из кожицы винограда (iii) Экстракт из чёрной смородины                             | Anthocyanins: (i) Anthocyanins (ii) Grape skin extract (iii) Blackcurrant extract                                          | Красно-фиолетовый                           | Группа природных красителей — антоцианов. Антоцианы — водорастворимые пигменты вакуолей растений. |
| E164   | Гардениевый жёлтый (экстракт гардении, шафран, кроцетин, кроцин)                                                          | Gardenia Yellow | Оранжевый                                   | Не разрешён в Европе и России. Разрешён в Австралии и Новой Зеландии, США. Получают из высушенных цветков шафрана посевного (Crócus sátivus). |
| E165   | Гардениевый синий | Gardenia Blue | Синий                                       | Не разрешён в Европе и России. |
| E166   | Сандаловое дерево | Sandalwood | Оранжевый                                   | Не разрешён в Австралии и Новой Зеландии, Европе и России. |
| E170   | Карбонаты кальция (мел): (i) Карбонат кальция (ii) Гидрокарбонат кальция                                                  | Calcium carbonate (chalk): (i) Calcium carbonate (ii) Calcium bicarbonate (calcium hydrogen carbonate)                     | Белый                                       | Представляет собой химическое соединение — соль угольной кислоты. Для пищевой промышленности производят путём переработки и очистки меловых отложений. |
| E171   | Диоксид титана | Titanium dioxide | Белый                                       | Существуют два основных промышленных метода получения диоксида титана: сульфатный метод получения диоксида из ильменитового концентрата и хлоридный метод получения диоксида титана из тетрахлорида титана. |
| E172   | Оксиды железа: (i) Оксид железа(II,III) чёрный (ii) Оксид железа(III) красный (iii) Оксид железа(III) жёлтый              | Iron oxides (i) Iron(II,III) oxide, black (ii) Iron(III) oxide, red (iii) Iron(III) oxide, yellow                          | Чёрный Красный Жёлтый                       | |
| E173   | Алюминий | Aluminium | Металлический                               | |
| E174   | Серебро | Silver | Металлический                               | |
| E175   | Золото | Gold | Металлический                               | |
| E180   | Рубиновый литол BK | Lithol Rubine BK (Pigment Rubine)                                                                                          | Красный                                     | |
| E181   | Танин | Tannin | Жёлто-белый                                 | Получают из коры ели, каштана, акации. |
| E182   | Орсель, орсеин | Orcein | Красный в кислотной среде, синий в щелочной | |